# Ludwig Battenberg
Ludwig Kurt Friedrich Battenberg (Pseudonym: Kurt Eckehard; * 26. Januar 1890 in Frankfurt am Main; † 7. September 1964 in Stuttgart) war ein deutscher Verwaltungsjurist. Von 1931 bis 1933 war er Landrat im Oberamt Herrenberg und wurde Präsident der Landesversicherungsanstalten Württemberg und Pfalz sowie des Oberversicherungsamts Stuttgart.

## Leben
Ludwig Battenberg war der Sohn des Stadtpfarrers Friedrich Wilhelm Battenberg und dessen Ehefrau Mathilde geborene Kolb. Nach eigenen Angaben war sein Vorfahr mütterlicherseits der Justizrat Lindheimer in Wetzlar, der wiederum der Urgroßvater von Johann Wolfgang von Goethe gewesen ist.
Nach dem Besuch des Gymnasiums in Frankfurt studierte er Rechts- und Staatswissenschaften an den Universitäten Heidelberg, Tübingen, Marburg und Berlin. 1908 wurde er Mitglied der Tübinger Studentenverbindung Akademische Gesellschaft Stuttgardia. 1911 legte er sein Referendar-Examen ab und 1916 promovierte er zum Dr. jur. Von 1919 bis 1921 wirkte er als Rechtsanwalt in Urach. 1921 wurde er zum Kammervorsitzenden beim Württemberger Oberversicherungsamt und Versorgungsgericht in Reutlingen ernannt. 1923 erfolgte seine Berufung als Amtmann im Oberamt Münsingen. Als solcher war er Stellvertreter des dortigen Oberamtmanns. 1924 trat Ludwig Battenberg in die DNVP ein, in der er sich bis 1928 aktiv engagierte. Daraufhin erfolgte 1925 seine Ernennung zum Hilfsberichterstatter und Regierungsrat bei der Württemberger Ministeriums-Abteilung für Bezirks- und Körperschaftsverwaltung in Stuttgart. 1931 erfolgte seine Wahl zum Landrat in Herrenberg. In dieser Zeit publizierte er bei J. F. Lehmann in München unter dem Pseudonym Kurt Eckehard die Schrift Fieberkurve oder Zeitenwende? Nachdenken über den Nationalsozialismus, die bis 1933 in vierter Auflage erschien. Zum 1. August 1932 trat er der NSDAP bei (Mitgliedsnummer 1.234.055).
Nachdem er 1933 für die Nationalsozialisten ein Amt im Innenministerium in Stuttgart übernommen und zum württembergischen Staatskommissar für Körperschaftsverwaltung ernannt worden war, erfolgte im August 1933 seine Berufung zum Präsidenten der Landesversicherungsanstalt Württemberg, 1936 übernahm er die Landesversicherungsanstalt Pfalz, wo 1937 auf sein Betreiben hin das Waldhaus Edenkoben in ein Übungslager umgewandelt wurde sowie als Präsident das Oberversicherungsamt Stuttgart.
1933/34 war Ludwig Battenberg Corpsführer der Tübinger Stuttgardia, trat daraufhin aus. Sein Wiederaufnahmeantrag wurde 1949 abgelehnt.
Im Jahre 1939 wurde Ludwig Battenberg vom Dienst suspendiert und aus der NSDAP ausgeschlossen. Zwei Jahre später wurde der Parteiausschluss in eine Disziplinarstrafe gemildert. Im Entnazifizierungsverfahren wurde er nach Ende des Zweiten Weltkrieges als Mitläufer eingestuft. 1949 trat er in den Ruhestand. 1964 starb er im Stuttgarter Stadtbezirk Bad Cannstatt.

## Familie
Ludwig Battenberg heiratete am 25. März 1920 Johanna geborene Böckheber. Aus der gemeinsamen Ehe gingen vier Kinder hervor, darunter der Verleger Ernst Battenberg.